# Collection des mémoires relatifs à la révolution française
Collection des Mémoires relatifs à la Révolution française ist eine französische Sammlung von Memoiren bezüglich der Französischen Revolution. Sie wurde in den 1820er Jahren gemeinsam von dem Politiker und Advokaten Saint-Albin Berville (1788–1868) und François Barrière (1786–1868) herausgegeben. Sie erschien bei Baudouin Frères in Paris.
Die Memoiren folgender Persönlichkeiten sind darin enthalten (alphabetisch):
- Argenson, René-Louis de Voyer, Marquis d' (1694–1757)
- Bailly, Jean Sylvain (1736–1793)
- Barbaroux, Charles Jean Marie (1767–1794)
- Baron de Besenval
- Bonchamps, Marie Renée Marguerite de Scépeaux, Marquise de (gestorben 1845)
- Bouillé, François-Claude-Amour, Marquis de (1739–1800)
- Bouillé, Louis Joseph Amour, Marquis de
- Campan, Mme (Jeanne-Louise-Henriette) (1752–1822)
- Carnot, Lazare (1753–1823)
- Choiseul, Claude-Antoine Gabriel, Duc de (1760–1838)
- Cléry, Jean Pierre Louis
- Cléry, M. (1759–1809)
- Condorcet, Jean-Antoine-Nicolas de Caritat, Marquis de (1743–1794)
- Desmoulins, Camille (1760–1794)
- Doppet, Amédée (1753–1800)
- Dumouriez, Charles François Du Périer (1739–1823)
- Du Hausset, Mme.
- Durand-Maillane, M. (Pierre-Toussaint) (1729–1814)
- Ferrières, Charles Élie, Marquis de (1741–1804)
- Fréron, Louis Stanislas (1754–1802)
- Goguelat, François, Baron de
- Guillon, Aimé (1758–1842)
- Jourgniac Saint-Méard, François de (1745–1827)
- Lafayette, Marie Joseph Paul Yves Roch Gilbert Du Motier, Marquis de (1757–1834)
- Linguet, Simon Nicolas Henri (1736–1794)
- Lombard de Langres (gestorben 1830)
- Louvet de Couvray, Jean-Baptiste (1760–1797)
- Méda, Charles André (1775–1812)
- Meillan, Arnaud Jean (1748–1809)
- Montpensier, Antoine Philippe d’Orléans, Duc de (1775–1807)
- Regnault-Warin, Jean-Joseph (1771–1844)
- Riouffe, Honoré (1764–1813)
- Rivarol, Antoine (1753–1801)
- Roland, Mme (Marie-Jeanne) (1754–1793)
- Sapinaud, Madame de (1736–1820) Digitalisat
- Thibaudeau, Antoine-Claire, Comte (1765–1854)
- Turreau de Garambouville, Louis-Marie, Baron (1756–1816)
- Vilate, Joachim (1768–1795)
- Weber, Joseph
- La Rochejaquelein, Marie-Louise-Victoire, Marquise de (1772–1857)

## Bandübersicht
Die Reihe ist folgendermaßen aufgeteilt:
- 1. Marquis d'Argenson
- 2-4. Bailly
- 5. Charles Barbaroux
- 6-7. Baron de Besenval
- 8. Mme. La Marquise de Bonchamps et Mme. La Marquise de la Rochejaquelein
- 9. F.C.A. Marquis de Bouillé.
- 10. L.J.A. Marquis de de Bouillé. L'affaire de Varennes.
- 11. Carnot
- 12-14. Mme Campan. La vie privée de Marie-Antoinette
- 15. Cléry. Journal
- 16-17. Condorcet
- 18. Camille Desmoulins. Le vieix cordelier. Vilate. Causes secrêtes du 9 au 10 Thermidor an II. Méda, C.A. De la soirée du 9 Thermidor an II
- 19. Général Doppet
- 20-23. Général Dumouriez
- 24. Durand de Maillane
- 25-27. Marquis de Ferriêres
- 28. Fréron. Mémoire historique sur la réaction royale
- 29. Baron de Goguelat
- 30-35. Guerres des Vendéens et des Chouans
- 36-37. Aimé Guillon de Montléon
- 38. Jourgniac de Saint-Meard. Journees de septembre 1792
- 39-40. P. L. Hanet Cléry
- 41. Mme du Hausset
- 42-43. Général La Fayette
- 44. Linguet. Sur la Bastille. De Dusaulx. Sur le 14 juillet
- 45-46. Lombard de Langres
- 47. Louvet de Couvray
- 48. Meillan
- 49. Duc de Montpensier
- 50-51. Riouffe. Sur les prisons
- 52. Rivarol
- 53-54. Mme Roland
- 55. Mme de Sapinaud. La Vendée
- 56-57. A.C. Thibaudeau. Mémoires sur la convention et la directoire
- 58. Général Turreau. De la Vendée
- 59-60. Weber. Marie-Antoinette